# Zähringen (Friburgo)
Zähringen es un barrio en el norte de Friburgo de Brisgovia en Baden-Wurtemberg, Alemania.

## Wasch- und Backhaus
El actual Wasch- und Backhaus (traducido como «lavadero y horno de pan») de Zähringen es una reconstrucción llevada a cabo en 1999 del antiguo edificio, con una edad de 300 años y en estado ruinoso. Es una reminiscencia de la arquitectura rural y de los quehaceres de la población de Zähringen en tiempos pasados.

## Puente de San Juan Nepomuceno
El puente de San Juan Nepomuceno (en alemán Nepomukbrücke) atraviesa el arroyo Dorfbach. En 1740 una estatua de San Juan Nepomuceno fue erigida a su lado.

## Platz der Zähringer
La plaza de los Zähringer (Platz der Zähringer) fue creada en la década de 1980 como plaza central del barrio.

## Skulpturenhalle

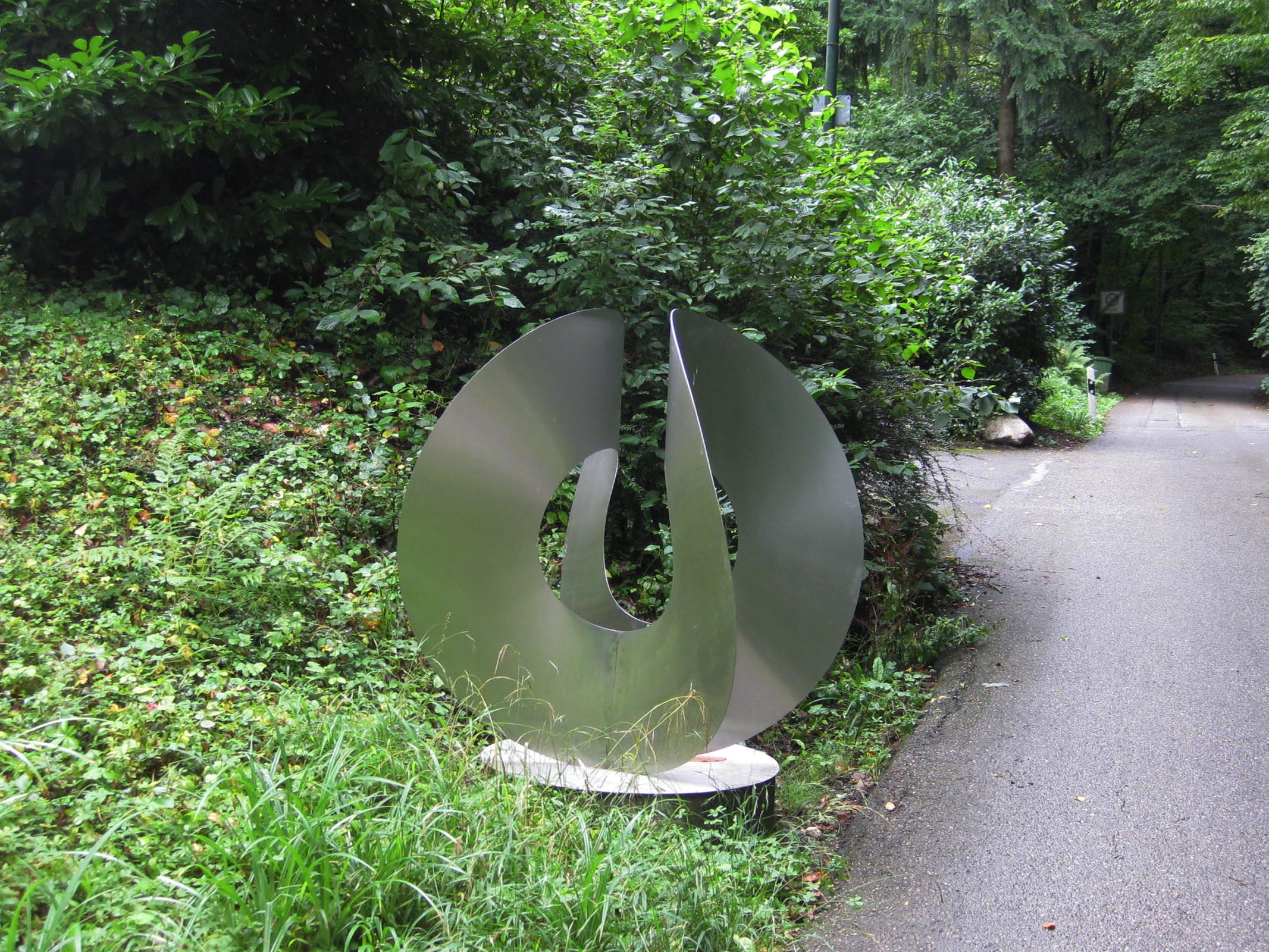
Escultura Dipylon (lo con dos puertas) de Roland Phleps al lado de la entrada a la Skulpturenhalle (Galería de Esculturas)

La Skulpturenhalle (traducido «galería de esculturas») es un pabellón para la exhibición de obras de arte de la Stiftung für Konkrete Kunst Roland Phleps (Fundación para Arte Concreto Roland Phleps) que el fundador Roland Phleps hizo construir en 1998 y que fue acabada en 1999. El edificio que tiene una superficie bruto de 315 m² y un volumen bruto de 1687 m³ está localizado en la zona residencial y en la ladera del monte. Lo que se ve desde la calle es la fachada de vidrio que tiene las apariencias de un pórtico. En el interior se encuentra una gran sala rectangular dividida en un espacio de altura completa en el centro y un pasillo alto que lo rodea en tres lados al que se accede por dos escaleras. Debajo del pasillo se encuentran habitaciones contiguas. Las paredes, tanto las exteriores como las interiores, son macizas y revestidas con yeso blanco y, a excepción la fachada de vidrio del lado sur, no tienen aberturas. La selección reducida de materiales - madera, vidrio y acero - en conjunto con la arquitectura sencilla y sin adornos dirige la mirada conscientemente a lo esencial: las obras de arte. No sólo se exhiben obras de Roland Phleps, sino también en exposiciones alternas las de otros artistas del arte concreto. La luz entra tanto por el frente de vidrio de la fachada sur como por el techo horizontal de vidrio lo que conlleva una iluminación óptima. Debido a la optimización solar el edificio no necesita calefacción. La construcción fue premiada por el Colegio de Arquitectos de Baden-Wurtemberg.

## Reutebach
El Reutebach es un arroyo que nace al este de Zähringen en el monte Roßkopf, fluye a través del barrio y después de 4,5 km desemboca en el arroyo Moosbach. El nombre Reutebach refiere al hecho de que fluye a través de terreno deforestado (en alemánico: gereutet). Reutebach era también el nombre de una aldea desaparecida. El nombre también está contenido en el nombre de la calle Reutebachgasse a lo largo del arroyo. Un nombre alternativo del arroyo es Altbach («arroyo viejo»). En el centro del barrio hasta su desembocadura es normalmente llamado Dorfbach («arroyo de la aldea»).

### Altbachschlucht
En parte de su curso el arroyo ha cortado un desfiladero que es llamado Altbachschlucht («barranca del arroyo viejo»). En la barranca se encuentra todavía el edificio de un antiguo molino.
|  |
|  |

|  |
|  |

|  |
|  |

|                |
| Antiguo molino |

## Fritz-Ginter-Park
El Parque Fritz-Ginter fue construido en 1988. En el parque hay, entre otras cosas, un pequeño estanque con ranas, un parque infantil con tobogán, un cajón de arena, etc.
|  |
|  |

|  |
|  |

|  |
|  |

|  |
|  |

## Cruz blanca
La cruz blanca (en alemán weißes Kreuz) por encima de Zähringen es un monumento que recuerda a los 117 caídos del barrio en la Primera Guerra Mundial, que fue erigido en 1933. En 1965 los nombres de los 222 caídos de la Segunda Guerra Mundial fueron añadidos.

## Castillo de Zähringen
El Castillo de Zähringen está ubicado por encima de Zähringen.